# Maromokotro
Maromokotro är med sina 2 876 meter över havet Madagaskars högsta berg. Maromokotro är beläget i Tsaratananamassivet på den norra delen av ön.